# Fundación Maya
La Fundación Maya es una institución sin fines de lucro reconocida por el gobierno de Bolivia. Fue fundada en La Paz, el 2003 y sus actividades se han dirigido al fomento de la pequeña empresa y los emprendedores. Así mismo, ayudó en la creación de la cátedra de Innovación y Desarrollo Emprendedor de la UMSA.

## Actividades
La Fundación Maya promueve la capacitación de empresarios a través de programas de emprendurismo así como trabaja con el Banco BISA para la implementación de la minería de datos en las empresas locales desde 2006 En su cuarto año, como parte del primer ciclo de foros sobre experiencias internacionales en emprendimiento organizado por la Corporación Andina de Fomento, la fundación organizó el foro Bolivia emprende.
En 2011 en conjunto con la Alcaldía Municipal de La Paz prepararon un kit de emprendedor llamado El Plan que llegó en su primera fase a 60 empresas. Esta experiencia luego fue replicada en el interior del país.
La Fundación Maya también organizó el concurso "Juego limpio, aprende a emprender" que reunió a estudiantes de colegio y los invitó a presentar proyectos productivos. El concurso tuvo como objetivo crear una cultura de emprendimiento.
En esta misma línea, en asociación con el Centro de Innovación y Desarrollo Empresarial dependiente de la UMSA se llevó a cabo una réplica del mismo con el apoyo del Banco BISA.
En coordinación con el Comité Ejecutivo de la Universidad Boliviana, se lleva a cabo desde hace 2 años el concurso Innova con el apoyo de las universidades estatales del país y las dos instituciones están cargo del mismo hasta 2015.